# セルビア軍

セルビア軍の紋章

セルビア軍（セルビアぐん、Bojcka Србије / Vojska Srbije）は、セルビアの国軍。

## 機構

### 二軍
セルビア軍は、陸軍、空軍及び防空軍の二軍種から成る。また、訓練軍団や陸軍が管轄しているセルビア軍河川艦隊も含まれる。総兵力は2012年の時点で3万3,100名。
- セルビア陸軍（Копнена Војска / Kopnena Vojska）

6個旅団・4個独立兵科大隊
河川艦隊（Речна Флотила, Rečna Flotila）（河川哨戒部隊。兵力はセルビア海軍艦艇一覧を参照）
- セルビア空軍及び防空軍（セルビア語版、英語版）（Ваздухопловство и противваздушна одбрана / Vazduhoplovstvo i protivvazdušna odbrana）

2個飛行旅団・1個地対空ミサイル旅団・1個早期警戒管制旅団・通信大隊・設営大隊など

### 統制機構
- 国防省（セルビア語版、英語版）
  - 参謀本部（セルビア語版、英語版）

- 陸軍

- 河川艦隊

- 空軍および防空軍
- 訓練軍団

参謀本部直属部隊
- 第72特殊作戦旅団 (セルビア軍)
- 第63空挺旅団 (セルビア軍)
- コブラ憲兵大隊 (セルビア軍) - セルビア憲兵隊の特殊部隊。
- セルビア親衛隊